# Valdemarsgade
Valdemarsgade er en gade på Vesterbro i København. Gaden går fra Vesterbrogade i nord til Sønder Boulevard i syd og krydser Matthæusgade,  Istedgade og Dybbølsgade undervejs. Sankt Matthæus Kirke, Vesterbros største og ældste kirke, ligger i gaden. Det meste af gaden er bebygget med femetages boligbyggeri fra slutningen af 1800-tallet, men den nordlige del skiller sig ud fra nabolaget med sine lave adskilte bygninger med små forhaver. En af ejendommene, Suhrs Friboliger, er fredet.

## Historie
Området hvor Valdemarsgade senere blev etableret var oprindeligt en del af Vester Fælled. I 1600-tallet anlagdes Sankt Hans Hospital ved kysten, hvor den sydlige ende af gaden nu ligger. Det var populært kendt som Pesthuset og husede en blanding af psykiatriske, fattige og invalide patienter. Sankt Hans Kirkegård (Pestkirkegården) lå lidt længere inde i landet mellem Valdemarsgade og Enghavevej. Byens galger lå også i området. Hospitalet flyttede i 1769, men det vides ikke hvornår kirkegården lukkede.
En ejendom ved den nordlige ende af den nuværende Valdemarsgade ejedes i 1731 af den kongelige køkkeninspektør og hofleverandør af fjerkræ Christoffer Nelling og blev benyttet som græsningsareal for gæs. I 1780'erne lagde hofagent Christopher Amberg og konferensråd Jessenius Amberg an til at dyrke tobak på stedet for tobaksfabrikken Friheden, men foretagenet gik konkurs.
I 1799 købte justitsråd og overkrigskommissar Heinrich Christian Kilde ejendommen. Kilde benyttede den toetages bygning som sommerhus. Kilde var en entusiastisk havemand og opkøbte mere land i 1801'erne og 1810'erne. Henriette Lund (1829-1909), en niece til Søren Kierkegaard, beskrev haven i sine erindringer, der blev udgivet efter hendes død. Hun tilbragte fem somre på ejendommen i perioden 1836-1840. Skuespiller ved Det Kongelige Teater Peter William Jerndorff (1842-1926) voksede op på ejendommen og har også beskrevet den i sine erindringer. Familien flyttede "ud på Vesterbro", efter at hans forældre lejede førstesalen i 1844, og boede der indtil 1852.
Ejendommen blev erhvervet af rebslager og ejendomsspekulant Hans Rasmussen Thrane i 1850. Han havde planer om at bygge en ny vej med "smukke steder for folk af den bedre klasse, som havde deres forretning inde i byen." Han fik udarbejdet en plan for udparcelleringen men solgte imidlertid ejendommen til kaptajnløjtnant Jens Langemarc i 1852, før planen var klar. I 1857 blev ejendommen erhvervet af et konsortium bestående af tømmerhandler Emil Zeuthen Svitzer, vekselmægler og kaptajn Johan Carl Eduard Lorentzen og tømrermester og arkitekt arkitekt Jacob Beierholm Wenzel. Lorentzen var Jerndorffs svigerfar.
Svitzer og Lorentzen rev Kildes hus ned, og i 1858 blev den nye gade etableret. Gaden var sammen med Dannebrogsgade og Oehlenschlægersgade en af de første sidegader til Vesterbrogade til at blive etableret. Svitzer foreslog at gaden skulle kaldes Fortungade, men kommunalbestyrelsen valgte at den skulle hedde Valdemarsgade efter kong Valdemar den Store. Den vestlige side af gaden blev snart efter bebygget med villaer. Den østlige side af gaden blev først bebygget i sidste halvdel af 1870'erne.
Det var kun den nordlige del af Valdemarsgade, der blev bebygget med villaer for velstillede indbyggere. Delen syd for Matthæusgade blev bebygget med femetages lejlighedsbyggeri. Ved Matthæusgade blev der placeret en bom for at friholde den private del af gaden for gennemkørende trafik.

## Bygninger og beboere
Suhrs Friboliger i nr. 5-9 blev opført i 1876-1878 på initiativ af Ole Berendt Suhr for at skaffe overkommelige boliger for værdigt trængende grosserer og deres enker. Komplekset blev tegnet af Ludvig Fenger, der også tegnede Sankt Matthæus Kirke. Det består af tre adskilte fløje omkring en fælles gård. Suhrs families våbenskjold kan ses over døren på en af bygningerne.
Tømrerlaugets Stiftelse i nr. 11-13 blev opført af  Københavns Tømrerlaug i 1880. Bygningen blev tegnet af Ludvig Vold med inspiration fra Gisselfeld Kloster. Den blev solgt fra i 1922.
Nr. 15 blev opført for Vesterbros KFUM. Den huser nu Teatret Zeppelin, der specialiserer sig i forestillinger for børn og familier. Nr. 17 er et boligbyggeri fra 1885.
Kong Christian IX's og Dronning Louises Jubilæumsasyl i nr. 21 blev stiftet af Det Kongelige Kjøbenhavnske Skydeselskab og Danske Broderskab 16. november 1888. Bygningen blev tegnet af Ludvig Knudsen og indviet 11. august 1894.
Børneuniversitetet i nr. 14 på den anden side af gaden er en skole, der beskæftiger sig med alternativ læring.
Husnumrene på venstresiden går direkte fra 37 til 41 således at husnummeret 39 ikke findes.